# 钱江八桥

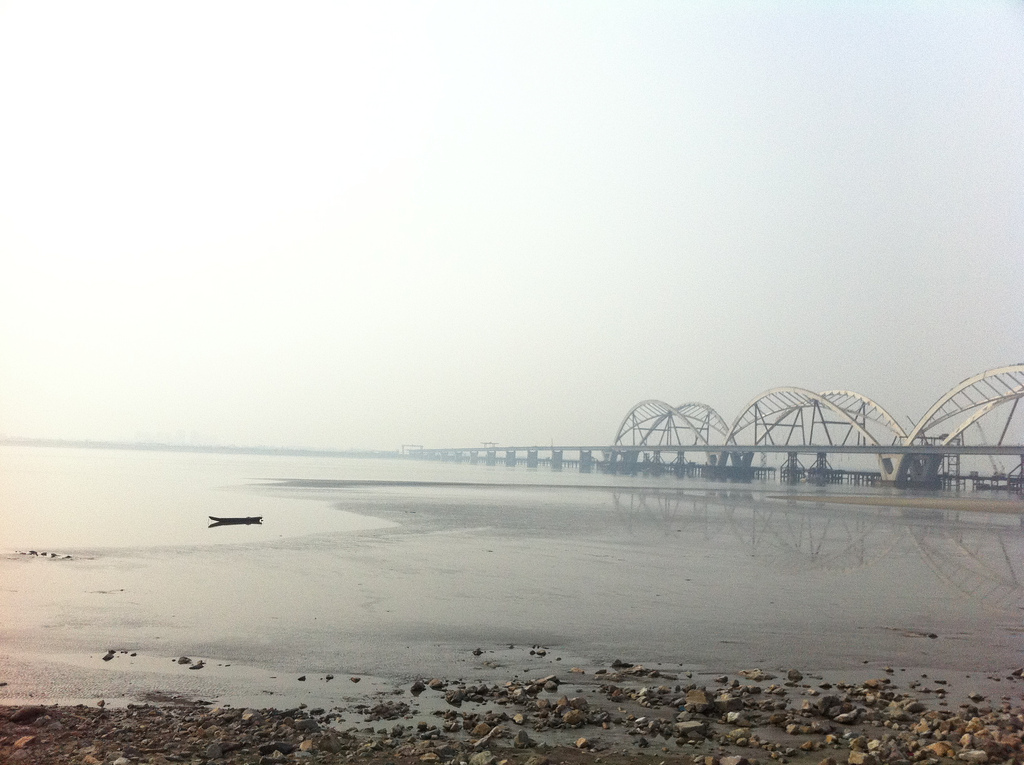

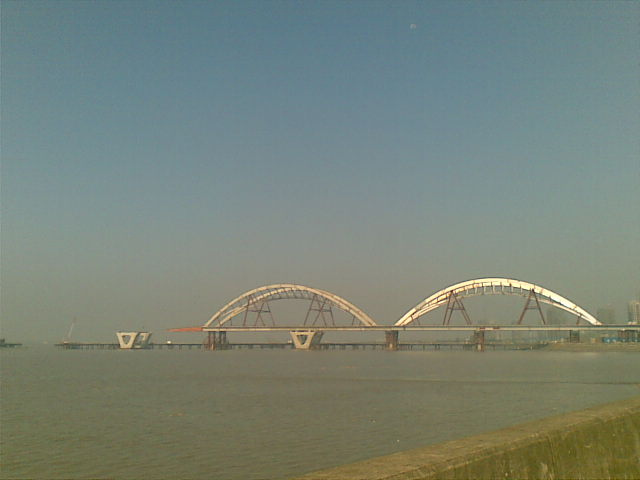
建设中的大桥，2010年

钱江八桥，又名九堡大桥，是杭州市一座跨钱塘江公路桥梁，因大桥北部地处江干区九堡镇（今九堡街道）而得名。它位于钱江二桥下游5公里、钱江六桥上游8公里处。向北连接上城区钱塘快速路、九沙大道、东湖高架路和德胜快速路。向南连接至萧山区通惠路、杭甬高速公路、通城高架路和机场高速。

## 简介
2008年12月18日开工，于2012年7月6日通车。
全长1855米，双向六车道快速路标准，设计时速80公里。
九堡大桥将杭州市核心区与三个快速发展的卫星城——临平、下沙和萧山连接。大桥还与海宁东西大道、杭浦高速公路、杭甬高速公路相连。